# Igreja de São Salvador de Ansiães

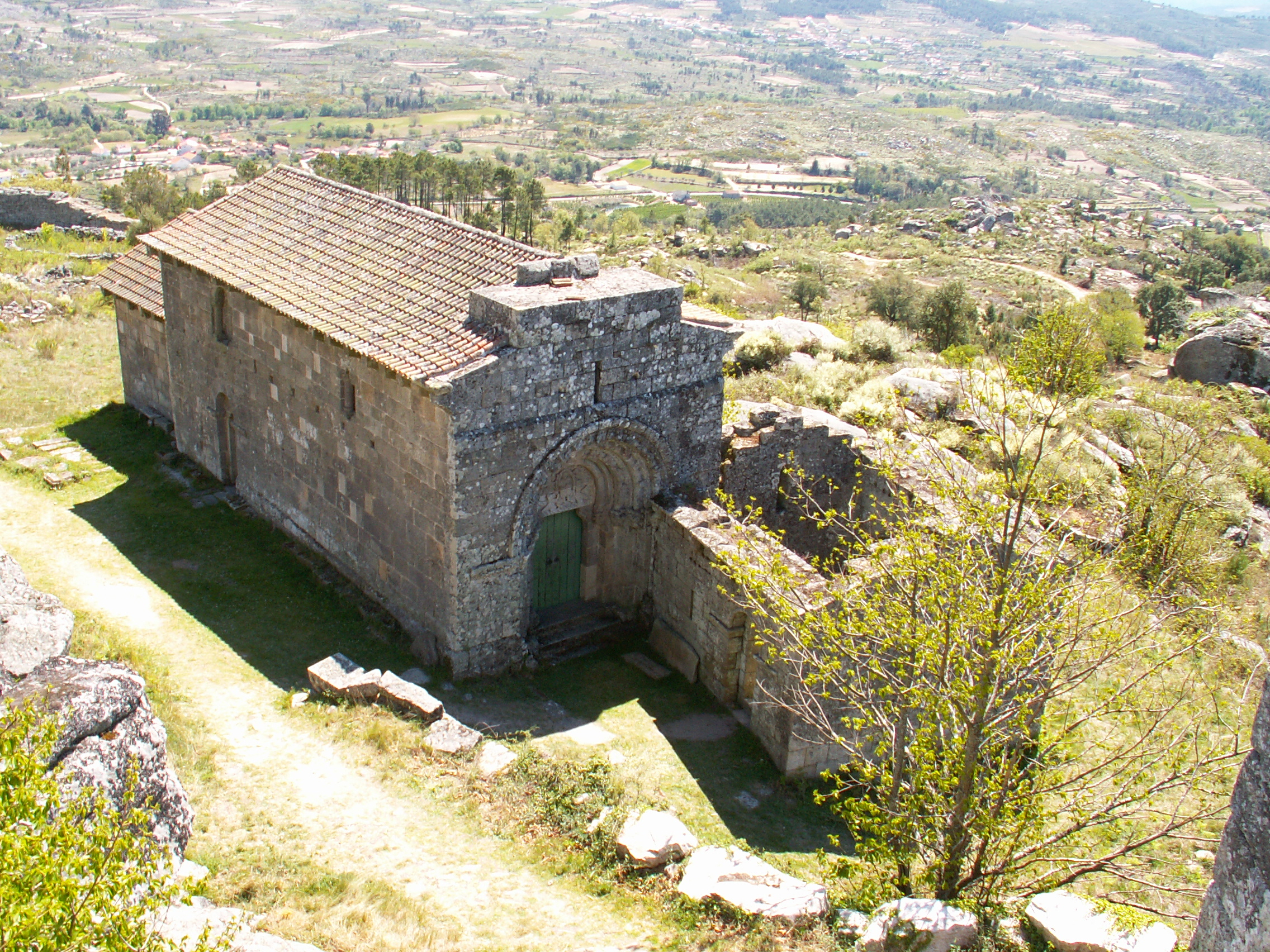
Igreja de São Salvador de Ansiães.

A Igreja de São Salvador de Ansiães localiza-se na freguesia portuguesa de Lavandeira, Beira Grande e Selores, município de Carrazeda de Ansiães, no distrito de Bragança.
A Igreja de São Salvador de Ansiães é descrita como uma das mais interessantes igrejas românicas portuguesas.
Foi classificada como monumento nacional em 1928.

## História
A primeira fase das obras deve datar da primeira metade do século XII, com analogias estilísticas na Sé de Braga e na igreja de São Cláudio de Nogueira.
O templo apresenta uma nave única e capela-mor retangular, mais estreita e baixa que o corpo, e adquire importância pelos programas escultóricos que ornamentam os seus portais.
O portal principal foi concluído nos inícios do século XIII, apresentando a visão da Ordem universal para o homem românico: o mundo terrestre, simbolizado por representações grotescas e felinas, ocupa a arquivolta exterior, separando-se do campo celestial por uma arquivolta sem decoração, verdadeira separação entre o Bem e o Mal; as mais próximas do tímpano, foram reservadas a temas vinculados à Cristandade triunfante, com uma representação do Apostolado, ficando o tímpano reservado ao Pantocrator, Cristo juiz ladeado pelos Evangelistas, imagem mais efetiva da simbologia românica, que ornamenta um importante conjunto de igrejas europeias, mas que em Portugal se resume a quatro exemplos. 
Na Baixa Idade Média, adossou-se à frontaria a capela funerária da família Sampaio, senhores da vila durante as décadas finais da 1.ª Dinastia.